# Westhalten
Westhalten [vɛstaltən]  est une commune française située dans la circonscription administrative du Haut-Rhin et, depuis le 1er janvier 2021, dans le territoire de la Collectivité européenne d'Alsace, en région Grand Est.
Cette commune se trouve dans la région historique et culturelle d'Alsace.
Ses habitants sont appelés les Westhaltenois et les Westhaltenoises.

## Géographie
Westhalten est située au cœur de la Vallée Noble.  C'est une des 188 communes du parc naturel régional des Ballons des Vosges.
Le village viticole est niché entre les collines du Bollenberg, du Strangenberg et du Zinnkoepflé (qui a donné son nom au grand cru produit notamment à Westhalten) dans une des zones les plus sèches de France. La limite supérieure de la culture de la vigne atteint l'altitude de 460 mètres.
| Osenbach   | Pfaffenheim |          |
| Soultzmatt | Westhalten  | Rouffach |
|            | Orschwihr   |          |

### Hydrographie

#### Réseau hydrographique
La commune est dans le bassin versant du Rhin au sein du bassin Rhin-Meuse. Elle est drainée par le ruisseau l'Ohmbach,.

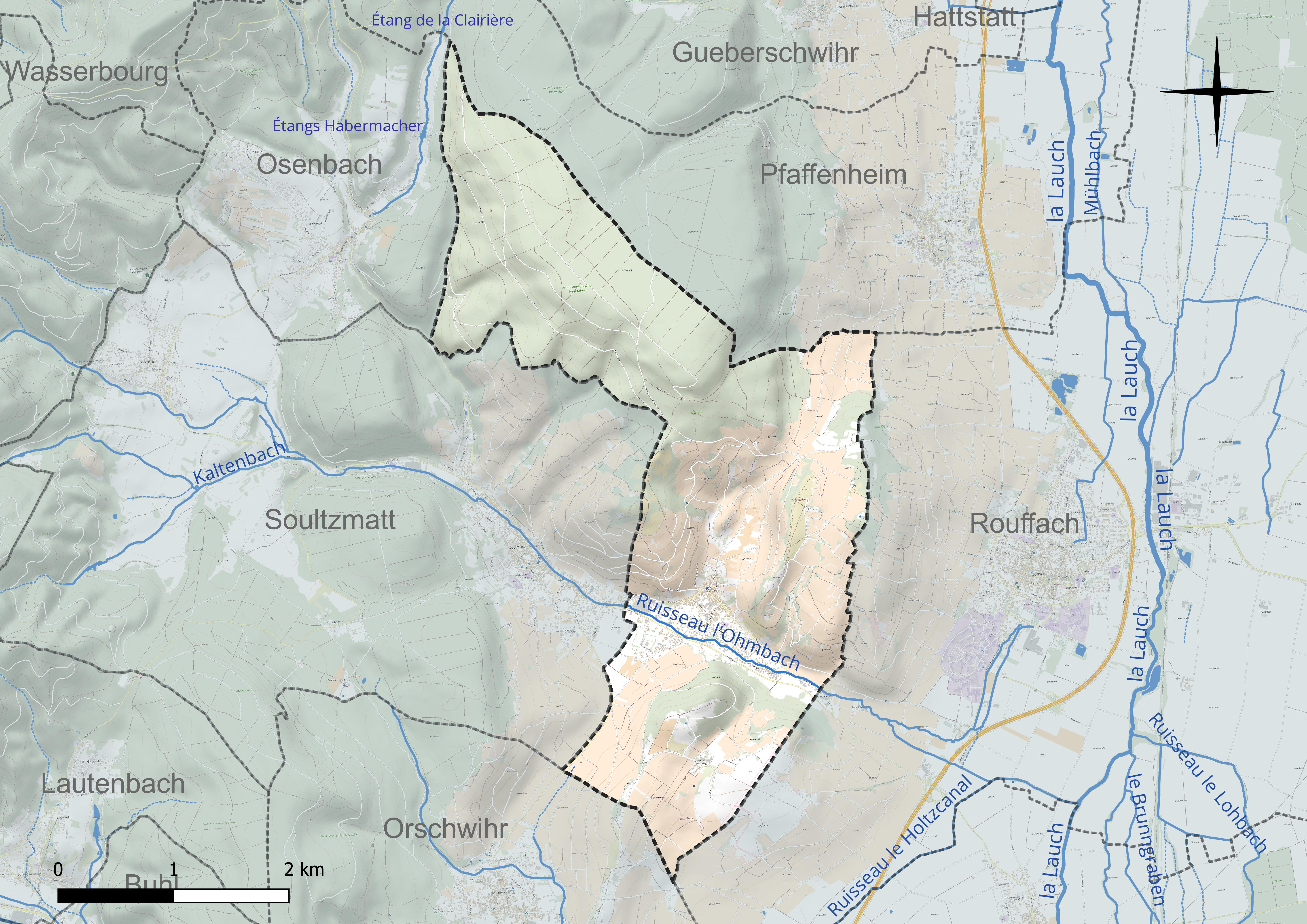
Réseau hydrographique de Westhalten.

#### Gestion et qualité des eaux
Le territoire communal est couvert par le schéma d'aménagement et de gestion des eaux (SAGE) « Lauch ». Ce document de planification concerne les bassins versants de la Lauch, de l’Ohmbach et du Rimbach, dont le territoire s'étend sur 358 km2. Le périmètre a été arrêté le 7 mars 2013 et le SAGE proprement dit a été approuvé le 15 janvier 2020. La structure porteuse de l'élaboration et de la mise en œuvre est le syndicat mixte « Rivières de Haute-Alsace ». 
La qualité des cours d’eau peut être consultée sur un site dédié géré par les agences de l’eau et l’Agence française pour la biodiversité. 

### Climat
Pour des articles plus généraux, voir Climat du Grand Est et Climat du Haut-Rhin.
En 2010, le climat de la commune est de type climat des marges montargnardes, selon une étude du Centre national de la recherche scientifique s'appuyant sur une série de données couvrant la période 1971-2000. En 2020, Météo-France publie une typologie des climats de la France métropolitaine dans laquelle la commune est exposée à un climat semi-continental et est dans la région climatique  Vosges, caractérisée par une pluviométrie très élevée (1 500 à 2 000 mm/an) en toutes saisons et un hiver rude (moins de 1 °C). 
Pour la période 1971-2000, la température annuelle moyenne est de 10,3 °C, avec une amplitude thermique annuelle de 17,4 °C. Le cumul annuel moyen de précipitations est de 809 mm, avec 9,3 jours de précipitations en janvier et 9,4 jours en juillet. Pour la période 1991-2020, la température moyenne annuelle observée sur la station météorologique de Météo-France la plus proche, « Rouffach - Sa », sur la commune de Rouffach à 3 km à vol d'oiseau, est de 11,5 °C et le cumul annuel moyen de précipitations est de 621,8 mm. 
La température maximale relevée sur cette station est de 39,3 °C, atteinte le 13 août 2003 ; la température minimale est de −17,5 °C, atteinte le 13 janvier 1987,,. 
Les paramètres climatiques de la commune ont été estimés pour le milieu du siècle (2041-2070) selon différents scénarios d'émission de gaz à effet de serre à partir des nouvelles projections climatiques de référence DRIAS-2020. Ils sont consultables sur un site dédié publié par Météo-France en novembre 2022.

## Urbanisme

### Typologie
Au 1er janvier 2024, Westhalten est catégorisée bourg rural, selon la nouvelle grille communale de densité à sept niveaux définie par l'Insee en 2022.
Elle appartient à l'unité urbaine de Soultzmatt, une agglomération intra-départementale regroupant deux  communes, dont elle est une commune de la banlieue,,. La commune est en outre hors attraction des villes,.

### Occupation des sols
L'occupation des sols de la commune, telle qu'elle ressort de la base de données européenne d’occupation biophysique des sols Corine Land Cover (CLC), est marquée par l'importance des forêts et milieux semi-naturels (53,3 % en 2018), une proportion identique à celle de 1990 (53,3 %). La répartition détaillée en 2018 est la suivante : 
forêts (47,4 %), cultures permanentes (34 %), prairies (6,1 %), milieux à végétation arbustive et/ou herbacée (5,9 %), zones urbanisées (5,1 %), zones agricoles hétérogènes (1,5 %). L'évolution de l’occupation des sols de la commune et de ses infrastructures peut être observée sur les différentes représentations cartographiques du territoire : la carte de Cassini (XVIIIe siècle), la carte d'état-major (1820-1866) et les cartes ou photos aériennes de l'IGN pour la période actuelle (1950 à aujourd'hui).

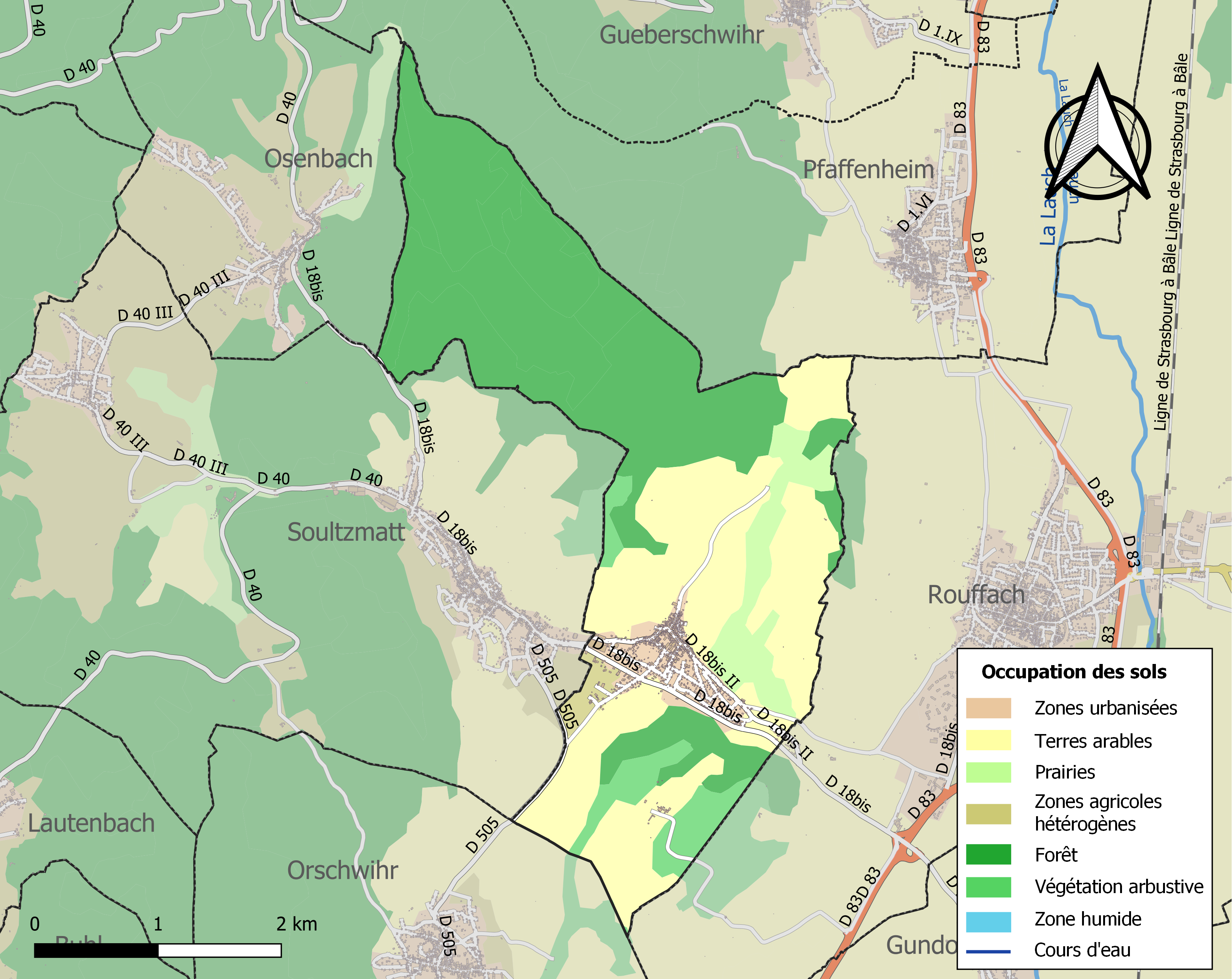
Carte des infrastructures et de l'occupation des sols de la commune en 2018 (CLC).

## Histoire
West haulda de West ou « Ouest », et de Halde ou « vignoble, treille » est cité pour la première fois dans une charte de l'évêque Burkart de Bâle en 1103, attestant de la possession d'une cour et d'une vigne à Westhalten par le couvent Saint-Alban. Westhalten, communauté mixte, était auparavant partagée entre la ville de Rouffach et le village de Soultzmatt, dépendant pour la Stattseite à 60 % de Rouffach et pour la Thalseite à 40 % de Soultzmatt.
Le village fut dévasté à plusieurs reprises. En 1298, par Thiébaut de Ferrette allié de Adolphe de Nassau dans sa lutte pour la couronne d'Allemagne, contre Albert d'Autriche.
En février 1569, les troupes de comte Palatin Frédéric II allant secourir les Huguenots en France volèrent des victuailles à la population. La Guerre de Trente Ans en décima la population et causa de nouvelles destructions.
En 1788, conséquence des lois révolutionnaires, les habitants déclarèrent Westhalten commune autonome et élurent leur propre assemblée. Ce n'est qu'en 1818 que Westhalten obtint son titre de commune. Paroisse depuis 1451, mais seulement commune depuis 1818, Westhalten appartenait à l'évêque de Strasbourg par le biais de son appartenance à la seigneurie de Rouffach.
Le 5 février 1945, Westhalten fut libéré par la 2e compagnie du 1er RTM du capitaine Robert Le Forestier-Clément.

### Héraldique
| Blason de Westhalten | Les armes de Westhalten se blasonnent ainsi : « De gueules à la flèche d'or empennée, posée en bande la pointe haute. » |

## Politique et administration

### Budget et fiscalité 2015

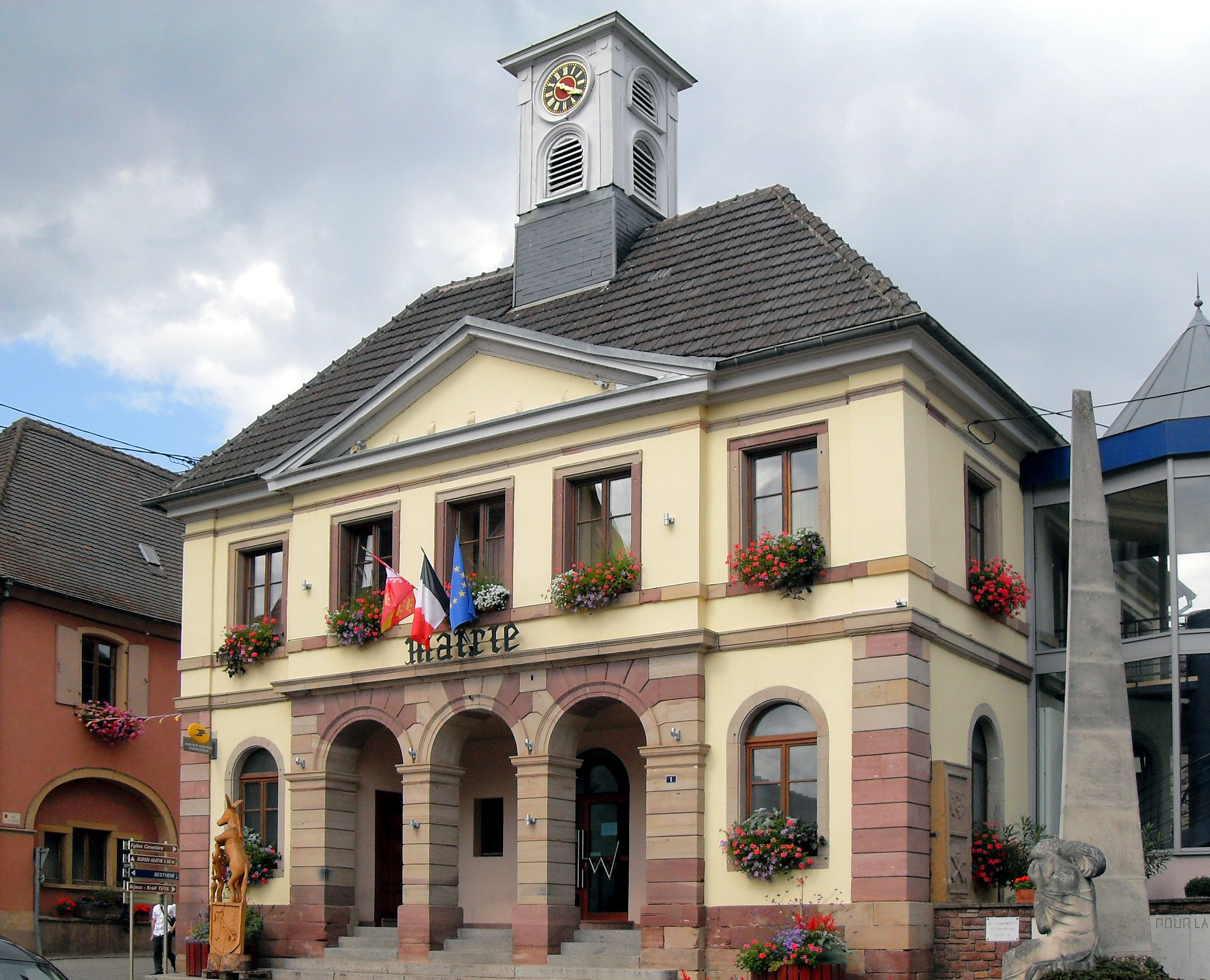
La mairie.

En 2015, le budget de la commune était constitué ainsi :
- total des produits de fonctionnement : 878 000 €, soit 885 € par habitant ;
- total des charges de fonctionnement : 682 000 €, soit 688 € par habitant ;
- total des ressources d’investissement : 424 000 €, soit 428 € par habitant ;
- total des emplois d’investissement : 200 000 €, soit 202 € par habitant.
- endettement : 376 000 €, soit 379 € par habitant.

Avec les taux de fiscalité suivants :
- taxe d’habitation : 16,48 % ;
- taxe foncière sur les propriétés bâties : 8,35 % ;
- taxe foncière sur les propriétés non bâties : 45,09 % ;
- taxe additionnelle à la taxe foncière sur les propriétés non bâties : 50,60 % ;
- cotisation foncière des entreprises : 18,97 %.

### Liste des maires
| Période                                  | Période  | Identité      | Étiquette | Qualité |
| ---------------------------------------- | -------- | ------------- | --------- | ------- |
| juin 1995                                | Mai 2020 | Gérard Schatz |           |         |
| Les données manquantes sont à compléter. |          |               |           |         |

## Démographie
L'évolution du nombre d'habitants est connue à travers les recensements de la population effectués dans la commune depuis 1793. Pour les communes de moins de 10 000 habitants, une enquête de recensement portant sur toute la population est réalisée tous les cinq ans, les populations de référence des années intermédiaires étant quant à elles estimées par interpolation ou extrapolation. Pour la commune, le premier recensement exhaustif entrant dans le cadre du nouveau dispositif a été réalisé en 2006.

En 2022, la commune comptait 1 010 habitants, en évolution de +3,38 % par rapport à 2016 (Haut-Rhin : +0,66 %, France hors Mayotte : +2,11 %).
| 1793 | 1800  | 1806  | 1821  | 1831 | 1836  | 1841 | 1846  | 1851  |
| ---- | ----- | ----- | ----- | ---- | ----- | ---- | ----- | ----- |
| 982  | 1 069 | 1 048 | 1 023 | 986  | 1 027 | 996  | 1 030 | 1 067 |

| 1856  | 1861  | 1866  | 1871  | 1875 | 1880  | 1885 | 1890 | 1895 |
| ----- | ----- | ----- | ----- | ---- | ----- | ---- | ---- | ---- |
| 1 000 | 1 007 | 1 019 | 1 012 | 991  | 1 011 | 978  | 968  | 929  |

| 1900 | 1905 | 1910 | 1921 | 1926 | 1931 | 1936 | 1946 | 1954 |
| ---- | ---- | ---- | ---- | ---- | ---- | ---- | ---- | ---- |
| 937  | 943  | 901  | 831  | 770  | 762  | 700  | 672  | 683  |

| 1962 | 1968 | 1975 | 1982 | 1990 | 1999 | 2006 | 2011 | 2016 |
| ---- | ---- | ---- | ---- | ---- | ---- | ---- | ---- | ---- |
| 668  | 707  | 761  | 745  | 770  | 816  | 904  | 974  | 977  |

| 2021  | 2022  | - | - | - | - | - | - | - |
| ----- | ----- | - | - | - | - | - | - | - |
| 1 004 | 1 010 | - | - | - | - | - | - | - |

## Lieux et monuments
- La mairie[23].
- Les restes de la villa romaine[24].
- La fontaine[25],[26],[27] et le puits[28]  devant la mairie. La ferronnerie surmontant le puits à chaîne avec seau en bois en a été restaurée en 1876.
- La façade avec oriel datant de 1624, au 12, rue de l'Église.
- L’horloge solaire au-dessus de la porte d'entrée du 2, rue de la Fontaine[29].
- Les trois collines calcaires réputées par leur micro-climat, leur flore, leur faune et leur vignoble : le Strangenberg[30], le Bollenberg[31],[32],[33], et le Zinnkoepflé[34] ; elles font partie d'un ensemble de 472 hectares classé Natura 2000.
- Le vignoble : les grands crus steinert, vorbourg et zinnkoepflé participent au renom de Westhalten.

Le patrimoine religieux
- L'église Saint Blaise, de style néo-classique, date de 1839[35],[36],

et son orgue de 1861 de Valentin Rinkenbach,,,.
- La chapelle du Mont des Oliviers, dite chapelle de l'Oelberg, construite au XIXe siècle à partir d'éléments de différentes époques[41].
- Le monument aux morts[42].
- La dalle funéraire du prévôt Martin Ludmann[43].
- La croix du Col du Neuland[44] et la croix des Plaies[45].

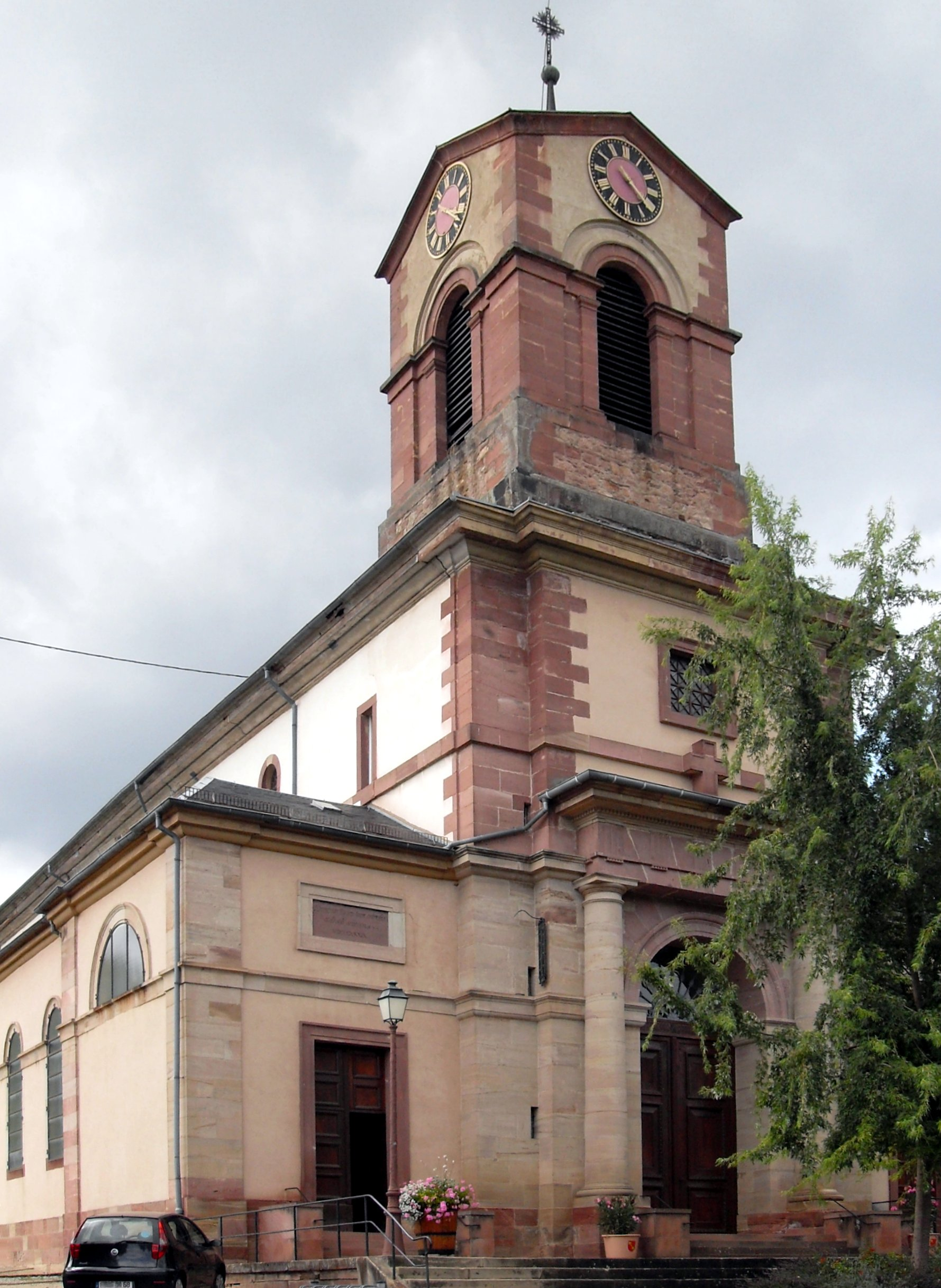
Église Saint-Blaise côté sud-est.
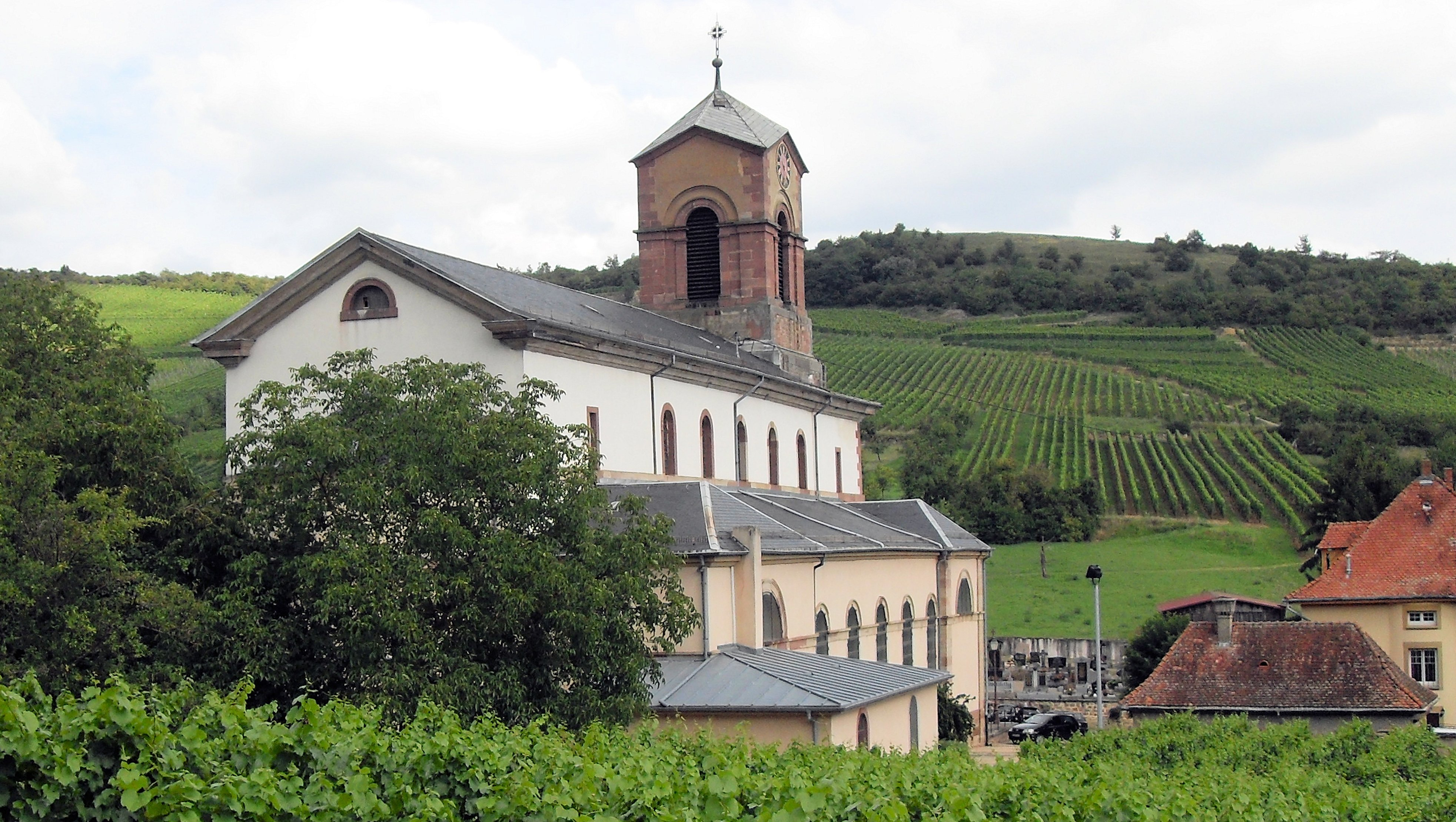
Église Saint-Blaise côté ouest.
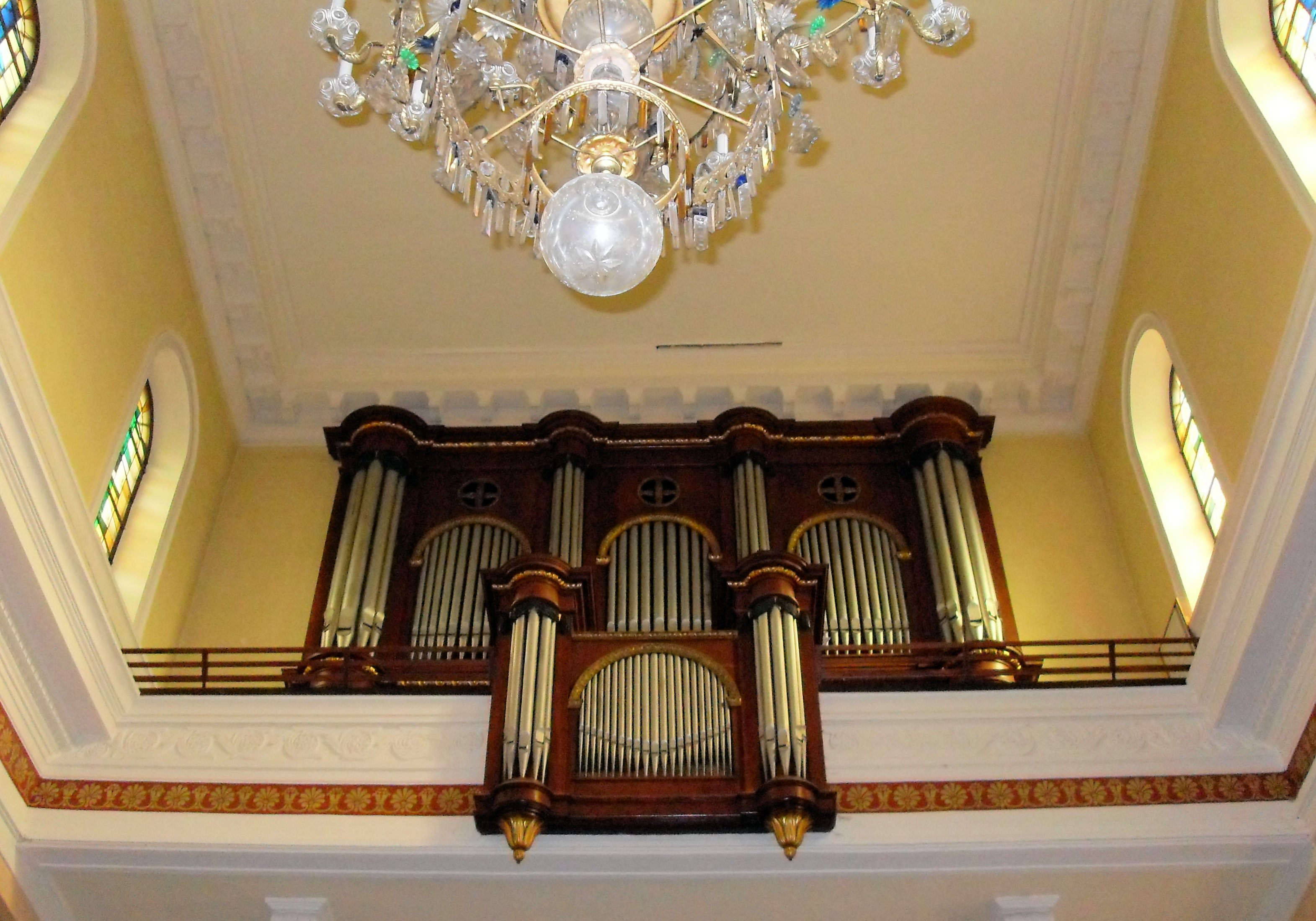
Église Saint-Blaise : L'orgue.
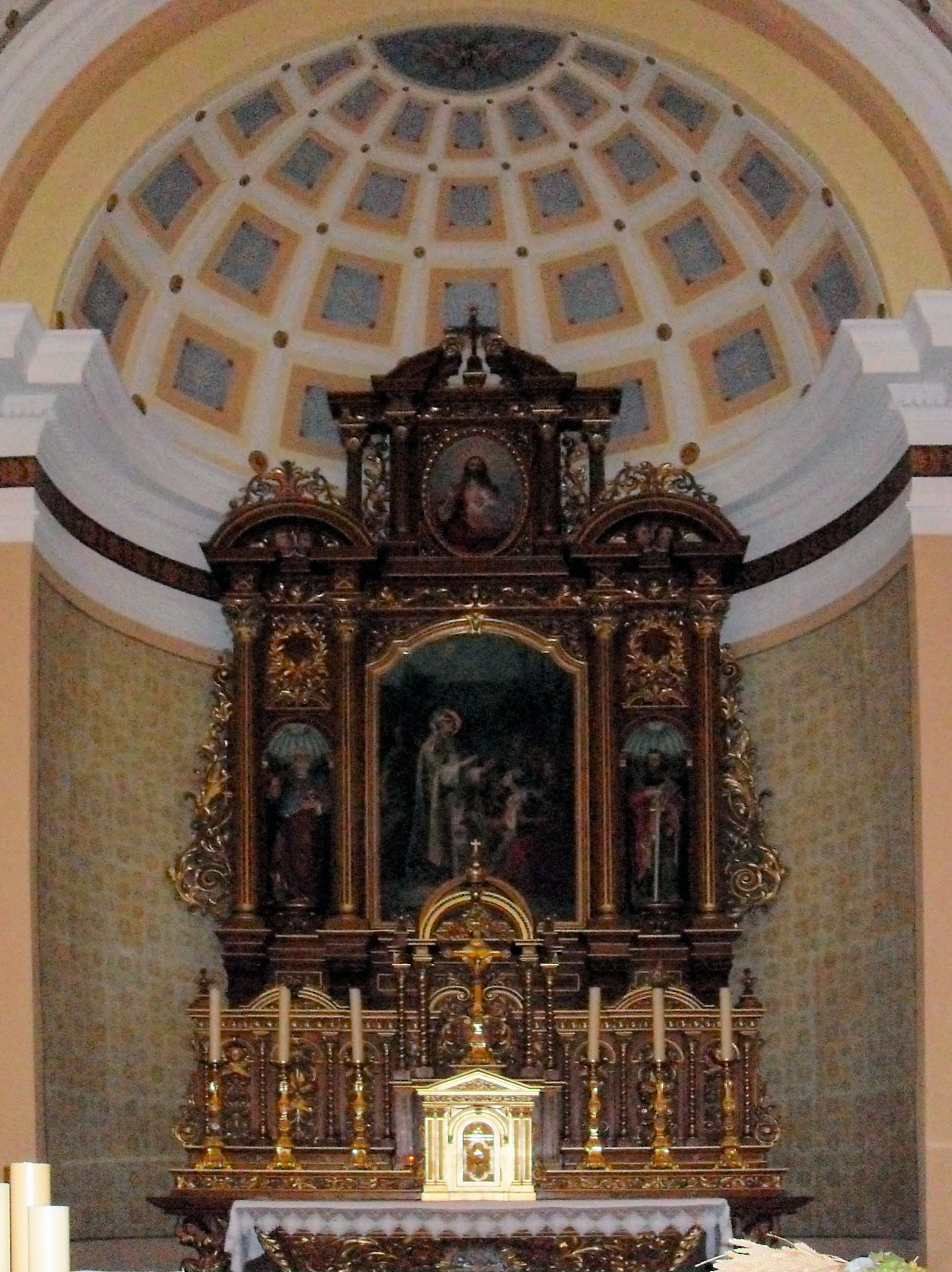
Église Saint-Blaise : L'autel.
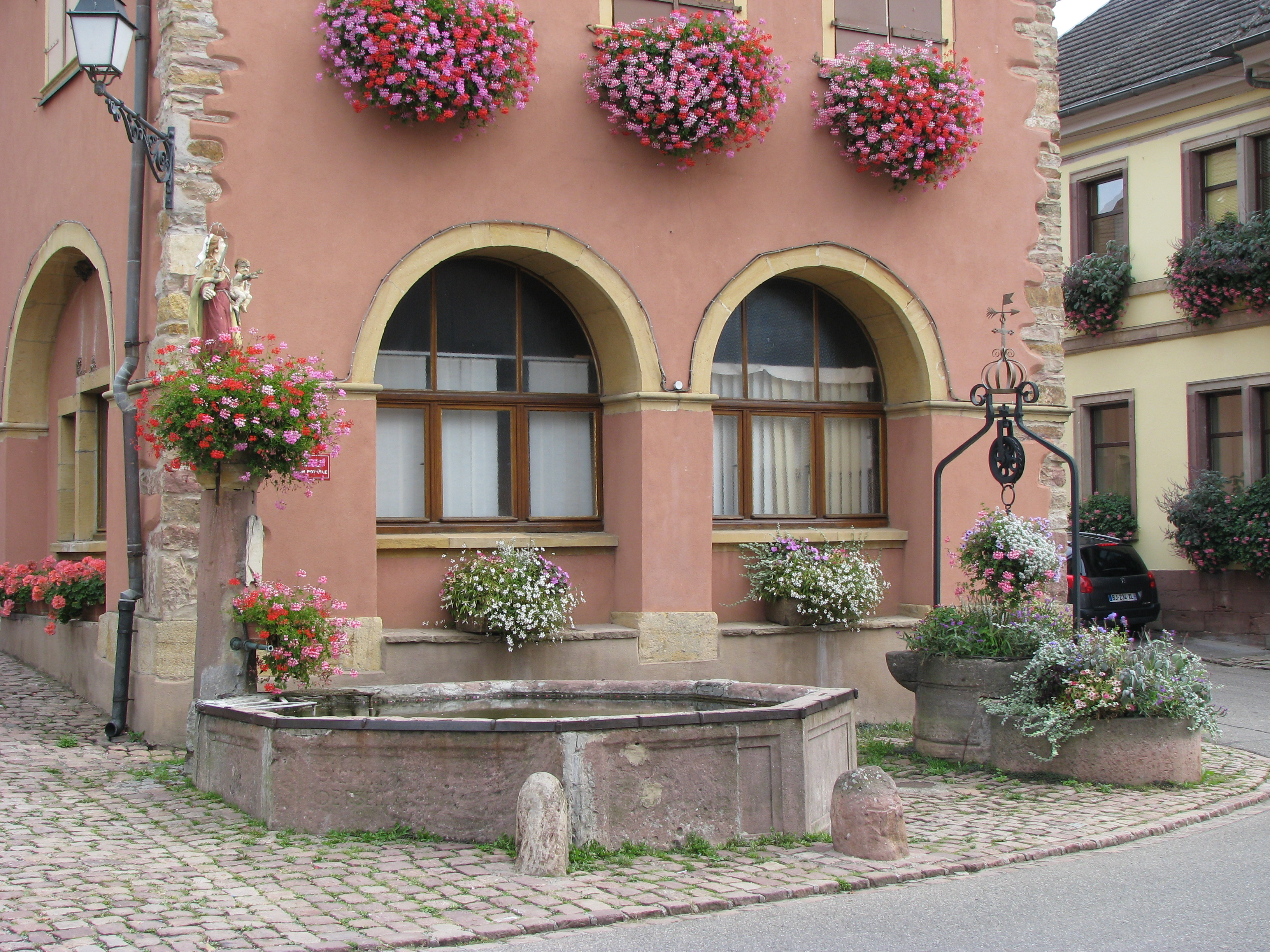
Fontaine et puits.

## Personnalités liées à la commune
- Robert Joseph Émile Le Forestier-Clément[46], en mémoire de la libération de la commune, Le 5 février 1945, comme capitaine de la 2e compagnie au 1er régiment de tirailleurs marocains.